# کالاماتا

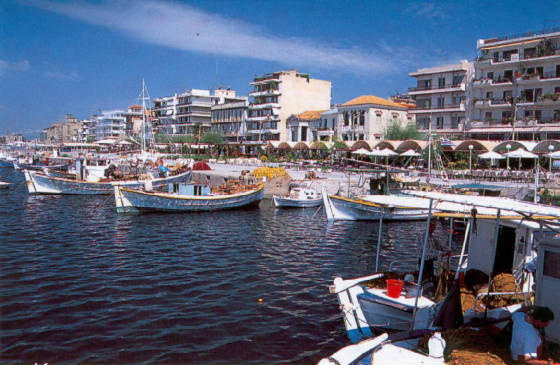
بندرگاه شهر کالاماتا.

کالاماتا (به یونانی: Καλαμάτα) نام شهری تاریخی در کرانه دریای مدیترانه و در جنوب کشور یونان است. شهر کالاماتا در استان پلپونز واقع شده است. کالاماتا را شهر درختان زیتون می‌نامند و زیتون کالاماتا در رستوران‌های کشورهای غربی محبوبیت دارد. عسل این شهر نیز معروف است. نام این شهر را برگرفته از واژه‌های «کالا اُماتا» یونانی دانسته‌اند که به معنی «چشمان زیبا» است.
دارا بودن فرودگاه، پایانهٔ راه‌آهن، بندرگاه بزرگ و پایانه اتوبوس باعث شده تا شهر کالاماتا مرکزی مواصلاتی برای منطقهٔ پیرامونی خود و بخشی از جنوب پلپونر به‌شمار می‌آید. در تابستان خط کشتی‌رانی به جزیره کرت نیز از کالاماتا برقرار است.

## جاذبه‌های توریستی
- قلعه کالاماتا
- کلیسای سنت جان پاتیست
- سینما سین‌سنتر
- پارک راه‌آهن
- زمین تنیس کالاماتا
- پلاژ برهنگی دیتکیس
- پلاژ برهنگی کالاماتا